# Krügerol
Krügerol ist ein vor allem in Ostdeutschland bekannter Halsbonbon-Hersteller.

## Geschichte

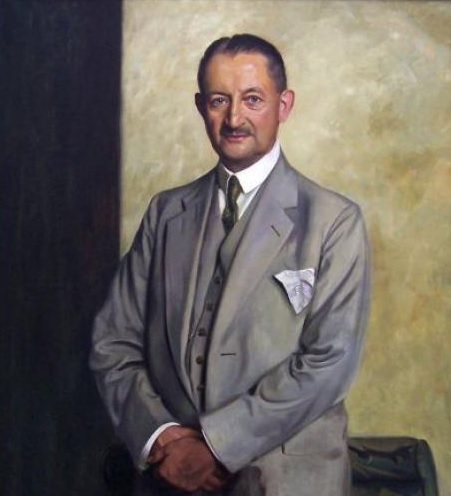
Max Richard Krüger (1873–1930), Inhaber der Firma Krügerol (Gemälde von Eugen Urban, 1928)

1866 gründete Richard Amandus Krüger(1840–1903) in der Leipziger Grimmaischen Straße ein Kolonialwaren- und Spezialitätengeschäft, wo er die nach eigener Rezeptur hergestellten Echten Krügerol Katarrh-Bonbons verkaufte. Natürliche Zutaten sind Menthol, Minz-, Salbei-, Latschenkiefern-, Thymian-, Kampfer- und Anisöl. Um die Halsbonbons in großer Stückzahl herstellen zu können, eröffnete Krüger 1876 in der Luppenstraße 24 eine Fabrik.
Dem Hersteller nach avancierten die Krügerol-Halsbonbons in den folgenden Jahren, vor allem aber zu DDR-Zeiten, zu den beliebtesten ostdeutschen Halsbonbons.
1990 musste die Produktion aufgrund veralteter Produktionsanlagen und wegen fehlender finanzieller Mittel für Neuinvestitionen eingestellt werden. Die Krügerol-Fabrik in der Luppenstraße wurde im Jahr 2009 zu Wohnungen und Lofts umgebaut.
Im Sommer 1994 wurde die Produktion und Vermarktung von Krügerol-Halsbonbons durch die Krügerol GmbH in Leipzig wieder aufgenommen. Vertrieben wurden die Bonbons durch die Klosterfrau Healthcare Group aus Köln. Seit 2018  gehörte Krügerol zur The Fine Food  Company aus Österreich. Seit September 2022 gehört die Marke dem Bonbonhersteller Dr. C. Soldan. Ab 1994 wurde in Leipzig produziert, später in Oschersleben. Mittlerweile wird in Adelsdorf produziert. 
Derzeit werden unter der Marke drei Varianten von Bonbons hergestellt. Neben den nach dem Originalrezept hergestellten Krügerol Halsbonbons Klassik im kaum veränderten typischen Papierbeutel werden noch Krügerol Wildapfel mit Vitamin C und zuckerfreie, zu 98 % aus Isomalt bestehende, Halsbonbons angeboten. Als Süßungsmittel werden seit Juni 2019 Isomalt und Sucralose verwendet.